# Hectemori
Hectemori (en grec antic ἑκτημόριοι) era el nom que es donava una classe de conreadors de la terra d'Atenes abans del temps del legislador Soló.
Els hectemoris cultivaven els camps del rics als que donaven una sisena part del producte (d'aquesta sisena part va derivar el seu nom) i es quedaven les altres cinc parts, segons Plutarc, però això s'ha discutit, perquè els pagesos haurien viscut molt millor que els propietaris. Altres autors, com Eustaci d'Epifania o Foci diuen que donaven cinc parts i es quedaven la sisena.
Hi ha exemples a l'antiga Grècia entre les classes socials sense drets, d'agricultors que havien de pagar una quantitat fixa dels productes i assumir tots els riscos d'una mala collita, com ara els periecs, o els ilotes a Esparta.